# Чибісов Никандр Євлампійович
Ни́кандр Євла́мпійович Чи́бісов (*24 жовтня (5 листопада) 1892, станиця Романовська, Область Війська Донського — †20 вересня 1959, Мінськ) — воєначальник Червоної армії, генерал-полковник, Герой Радянського Союзу, командувач військ Брянського фронту СРСР в роки Другої світової війни. Командував 38-ю армією, яка форсувала Дніпро у вересні–жовтні 1943 року в ході відвоювання України від гітлерівців. Керівник каральних загонів більшовиків 1920 року.

## Біографія
Народився 24 жовтня (5 листопада) 1892 року в станиці Романовська нині Цимлянського району Ростовської області в сім'ї робітника.
Військову службу розпочав у 1913 році солдатом в лейб-гвардійському єгерському полку російської армії. У 1915 році закінчив Петергофськую школу прапорщиків. Учасник 1-ї світової війни 1914—1918 років на Західному і Південно-Західному фронтах. Був командиром роти. У боях на німецькому фронті отримав 3 Георгіївських хреста і звання штабс-капітана.
У лавах Червоної армії з 1918 року. В період Громадянської війни Чибісов був командиром взводу, роти, батальйону, стрілецького полку, помічником начальника і начальником штабу стрілецької бригади і дивізії, брав участь в боях проти Білої гвардії на Карельському перешийку, під Нарвою, Псковом, в Білорусі, керував каральними загонами у боротьбі з повстанцями в Тамбовській і Воронезькій губернії.
З 1922 року Чибісов служив на штабних посадах в ланці дивізія-корпус у Ленінградському військовому окрузі. У 1935 році закінчив Військову академію імені М. В. Фрунзе.
З 1937 року — командир стрілецької дивізії, з 1938 — стрілецького корпусу. У 1938—1940 роках — начальник штабу Ленінградського військового округу. Проти союзу СРСР з нацистами не протестував.
Під час радянсько-фінської війни 1939 — 1940 років Чибісов був начальником штабу 7-ї армії Північно-Західного фронту. З липня 1940 року — заступник командувача військами Ленінградського військового округу, з січня 1941 року — Одеського військового округу.
З початком німецько-радянської війни Чибісов був призначений командуючим військами Одеського військового округу, який незабаром був реорганізований в Приморську армію Південного фронту. Керував обороною далеких підступів до Одеси. За відступ під натиском перевершуючого ворога невиправдано був усунений від командування Приморською армією. Далі обіймав інші різні посади.
7 липня 1942 року генерал-полковник Н. Є. Чибісов був призначений командувачем Брянським фронтом. Але після тижневого командування фронтом 13 липня 1942 року Чибісов був переведений в заступники командувача Брянським фронтом.
Наприкінці серпня 1942 року генерал-полковник Чибісов був призначений командувачем 38-ї армії, яка увійшла до складу Воронезького фронту. Всю осінь 1942 армія займала активну оборону по лінії Тербуни — Ломово, проводючи місцеві контрудари, тим самим, сковуваючи частину сил противника та допомагаючи героїчним захисникам Сталінграду.
Весною 1943 38-ма армія, брала участь у Воронезько-Касторненської операції, з верхнього Дона дійшла до кордону України у міста Суми.
Влітку 1943 роки після героїчної оборони на Курській дузі, 38-ма армія перейшла в наступ, звільнила місто Суми і вийшла до річки Удай. Після довгих боїв армія під командуванням генерала Чибісова форсувала Дніпро й оволоділа Лютізьким плацдармом, чим сприяла звільненню столиці України — міста Київ.
Указом Президії Верховної Ради СРСР від 29 жовтня 1943 року за успішне форсування Дніпра, міцне закріплення плацдарму на його західному березі і проявлені при цьому відвагу і героїзм Никандру Євлампійовичеві Чибісову було присвоєно звання Героя Радянського Союзу з врученням ордена Леніна і медалі «Золота Зірка» (№ 1220).
У з'єднаннях і частинах 38-ї армії цієї вищої нагороди Батьківщини удостоїлися понад 200 чоловік.
З Лютезького плацдарму 3 листопада 1943 року був здійснений кидок на Київ. Звільняти столицю України на чолі 38-ї армії довелося іншому генералові — К. С. Москаленко.
У листопаді 1943 року генерал-полковник Н. Є. Чибісов був призначений командувачем 3-ю ударною армією, а у квітні 1944 року — 1-ю ударною армією на 2-му Прибалтійському фронті. Війська під командуванням Н. Є. Чибісова брали участь у Ленінградсько-Новгородській операції.
У червні 1944 року Чибісов був призначений начальником Військової академії імені М. В. Фрунзе.
З березня 1949 року він — заступник голови ЦК ДОСААФ, з жовтня — помічник командувача військами Білоруського військового округу.
Генерал-полковник Чибісов Н. Є. вийшов у відставку в 1954 році. Жив в місті Мінську.
Помер 20 вересня 1959 року. Похований на Військовому кладовищі в Мінську.
Нагороджений 3 орденами Леніна, 3 орденами Червоного Прапора, орденом Суворова 1-го ступеня, медалями.
Ім'ям Героя названа вулиця в рідній станиці та була названа вулиця в місті Києві.